# 霍爾特 (丹麥)
霍爾特（丹麥語：Holte）是丹麥西蘭島上的一座城镇，魯澤斯代市鎮的行政中心。霍尔特站是霍爾特的市中心，周围是大片的独栋住宅区，还有几个湖泊和森林。霍爾特的索勒德市政厅（The Søllerød Town Hall）于1942年建成，由Arne Jacobsen和Flemming Lassen设计。霍爾特的市中心还有Holte Midtpunkt购物中心。霍爾特教堂于1945年建成。